# Velká Británie na Zimních olympijských hrách 2014
Velkou Británii na Zimních olympijských hrách 2014 reprezentovalo 56 sportovců v 10 sportech.

## Medailisté
| Medaile | Jméno                                                                          | Sport        | Disciplína       | Datum     |
| ------- | ------------------------------------------------------------------------------ | ------------ | ---------------- | --------- |
| Zlato   | Lizzy Yarnoldová                                                               | Skeleton     | Ženy jednotlivci | 15. února |
| Stříbro | David Murdoch Greg Drummond Scott Andrews Michael Goodfellow Tom Brewster      | Curling      | Muži             | 21. února |
| Bronz   | Jenny Jonesová                                                                 | Snowboarding | Ženy slopestyle  | 9. února  |
| Bronz   | Eve Muirheadová Anna Sloanová Vicki Adamsová Claire Hamiltonová Lauren Grayová | Curling      | Ženy             | 20. února |